# 1744 en musique classique
| \| • Retour à la chronologie générale de la musique classique • \| |
| Grèce • Rome • Haut Moyen Âge • VIIIe siècle • IXe siècle • Xe siècle • XIe siècle XIIe siècle • XIIIe siècle • XIVe siècle • XVe siècle • XVIe siècle • XVIIe siècle XVIIIe siècle • XIXe siècle • XXe siècle • XXIe siècle |
| • Retour à la chronologie générale de la musique classique • |

| Années en musique classique : 1741 - 1742 - 1743 - 1744 - 1745 - 1746 - 1747    |
| Décennies en musique classique : 1710 - 1720 - 1730 - 1740 - 1750 - 1760 - 1770 |

## Événements
- 10 février : Semele, opéra de Georg Friedrich Haendel, créé au Covent Garden.
- 18 janvier : Sofonisba, opéra de Gluck, est joué à Milan.
- Le clavier bien tempéré, second recueil de Jean-Sébastien Bach.
- Hercules, drame musical de Georg Friedrich Haendel.
- Belshazzar, oratorio de Georg Friedrich Haendel.

## Naissances

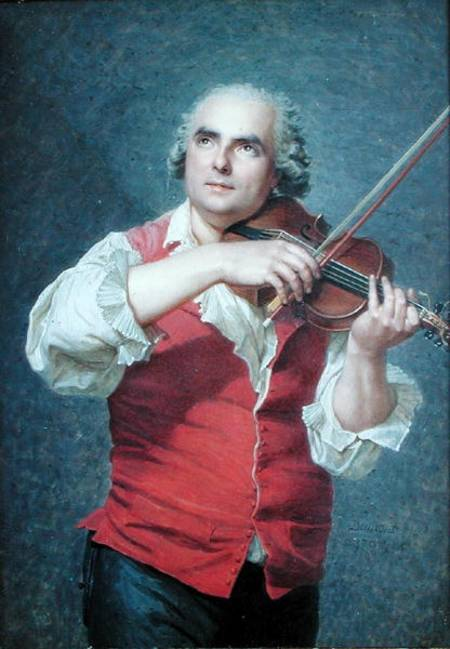
Marie-Alexandre Guénin

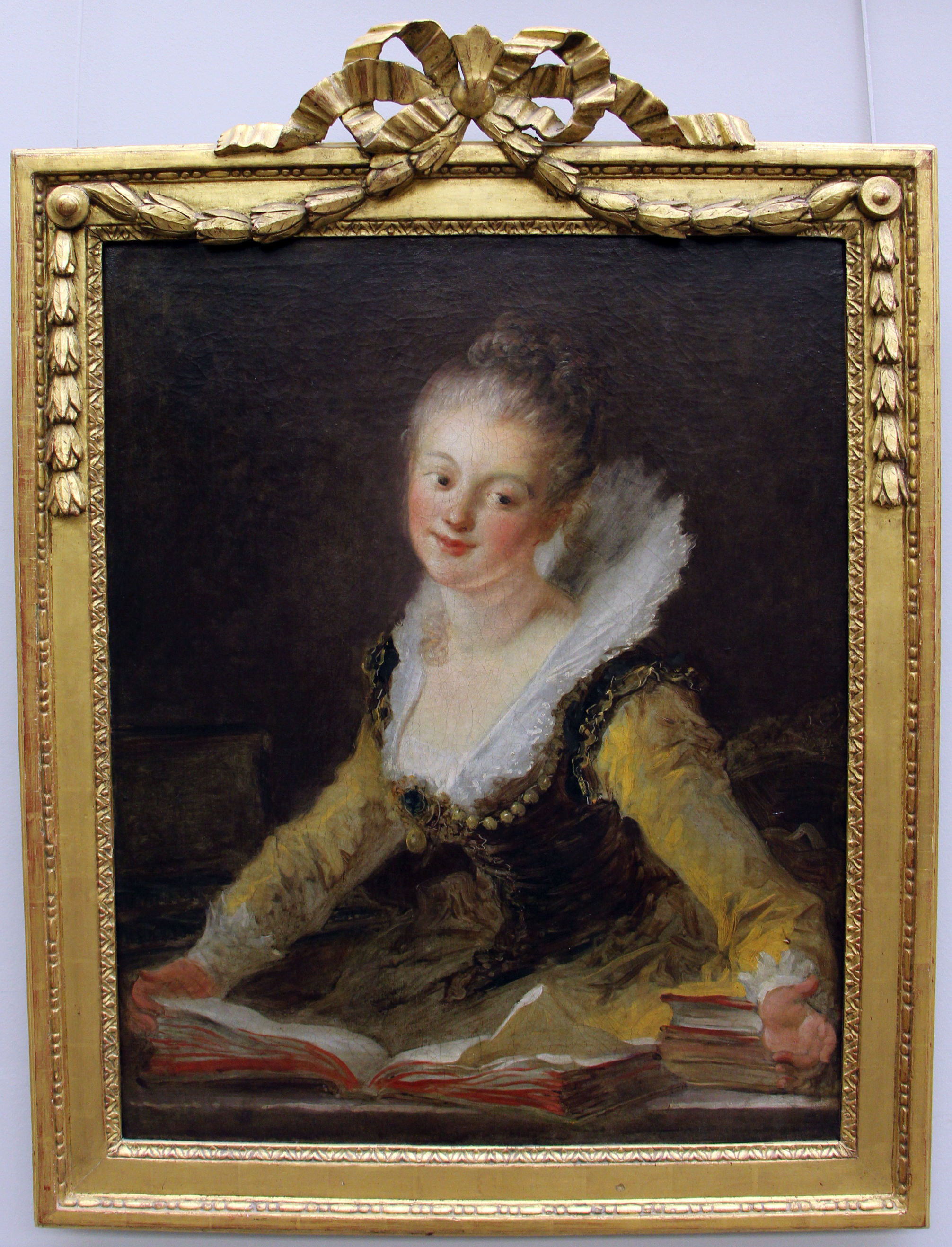
Anne-Louise Brillon de Jouy

- 16 janvier : Michel Amlingue, facteur d’instruments à vent de la famille des bois (clarinettes, flûtes, hautbois et bassons) à Paris, inventeur des corps de rechange de clarinette († 7 février 1816).
- 11 février : Giovanni Ansani, ténor et compositeur italien († 15 juin 1826).
- 20 février : Marie-Alexandre Guénin, compositeur, violoniste, et pédagogue français († 22 janvier 1835).
- 4 mai : Marianne de Martines, chanteuse, pianiste et compositrice viennoise († 13 décembre 1812).
- 18 mai : Joseph Baehr, clarinettiste allemand († 28 octobre 1812).
- 22 juillet : Heinrich Philipp Bossler, imprimeur et éditeur de musique allemand († 8 septembre 1812).
- 8 décembre : Joseph Candeille, compositeur et chanteur français († 15 avril 1827).
- 13 décembre : Anne Louise Boyvin d'Hardancourt Brillon de Jouy, musicienne et compositrice française († 5 décembre 1824).

Date indéterminée
- Josef Bárta, compositeur bohémien († 13 juin 1787).
- Antonio Brunetti, violoniste italien († 26 décembre 1786).
- Gaetano Brunetti, violoniste et compositeur italien († 16 décembre 1798).
- Marie-Thérèse Laruette, cantatrice française († 1837).
- Friedrich Ramm, hautboïste allemand († 1813).
- François-Joseph de Trazegnies, compositeur et organiste belge († 1820).
- Joseph Zeidler, compositeur polonais († 4 avril 1806).

## Décès

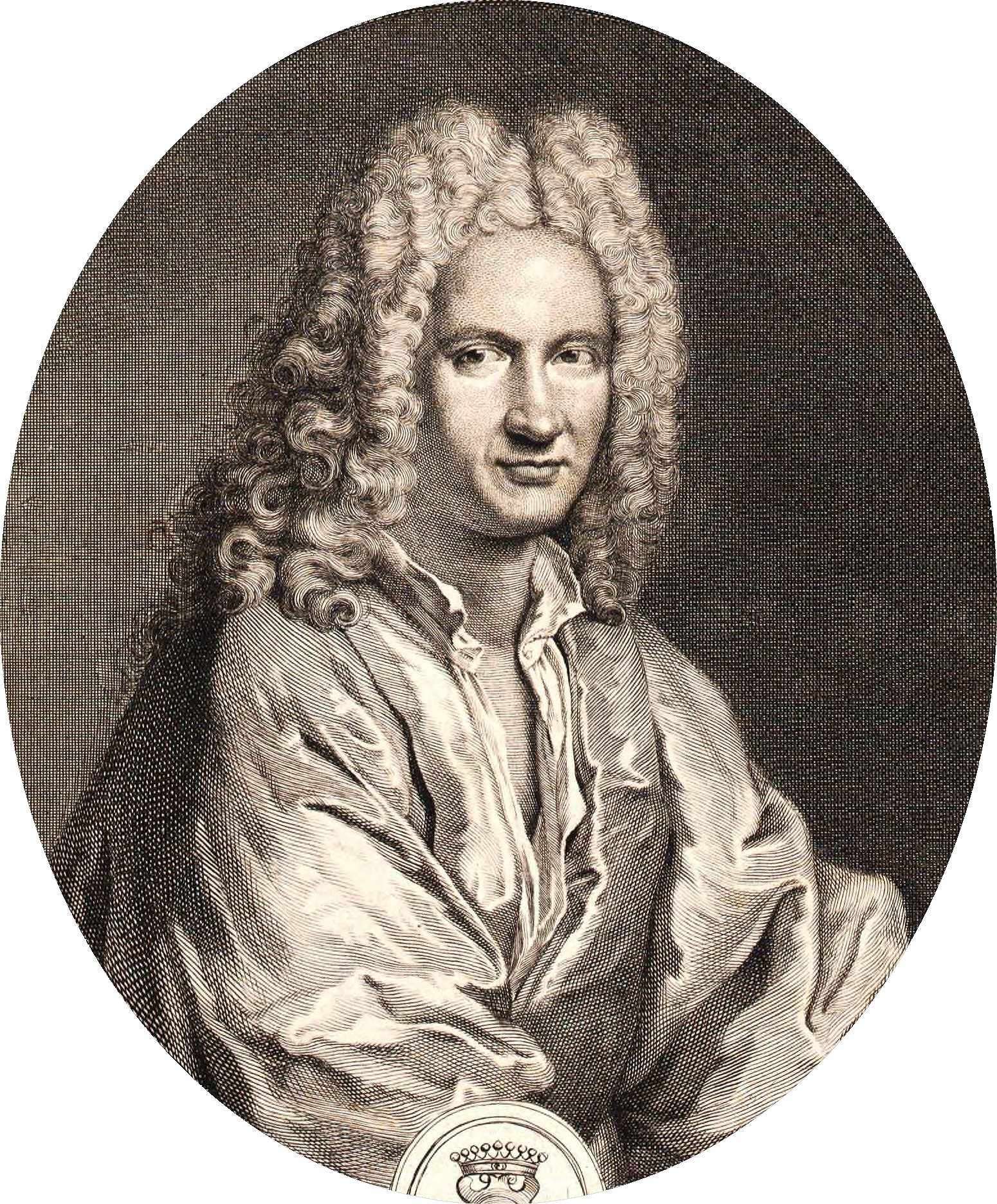
André Campra

- 15 janvier : Charles Hubert Gervais, compositeur français (° 19 février 1671).
- 26 avril : Domenico Sarro, compositeur italien (° 24 septembre 1679).
- 29 juin : André Campra, compositeur français (° 3 décembre 1660).
- 3 octobre : Antoine de Laroque, librettiste français (° 1672).
- 31 octobre : Leonardo Leo, compositeur italien (° 5 août 1694).
- 17 novembre : Bartolomeo Giuseppe Antonio Guarneri dit « Guarnerius del Gesù », luthier italien (° 21 août 1698).

Date indéterminée
- Gennaro Antonio Federico, librettiste italien, avocat de profession.